# Sede titolare di Calcedonia
Calcedonia (in latino Chalcedonensis) è una sede arcivescovile titolare della Chiesa cattolica.

## Storia
Calcedonia è fin dal II/III secolo sede di una diocesi del patriarcato di Costantinopoli, elevata al rango di sede metropolitana nel V secolo. È ancora oggi una delle cinque circoscrizioni ecclesiastiche attive del patriarcato in territorio turco, assieme alle arcidiocesi di Costantinopoli, di Derco, Imbros e Tenedos, e Isole dei Principi.
La Chiesa cattolica iniziò ad assegnare il titolo arcivescovile di Calcedonia fin dalla seconda metà del XIII secolo. Il primo prelato noto è il cistercense Enrico (ante 1263 - 1293), che agiva come vescovo ausiliare di Augusta.
In base alle cronotassi riportate nella Hierarchia catholica di Konrad Eubel e alle nomine degli Acta Apostolicae Sedis, sono oltre cinquanta i prelati cattolici che ebbero il titolo di "arcivescovi di Calcedonia". L'ultimo di questi è stato Angelo Dell'Acqua, che lavorò presso la Segreteria di Stato della Santa Sede e che divenne in seguito cardinale presbitero dei Santi Ambrogio e Carlo. Il titolo di Calcedonia (dei Latini) non è più assegnato dal 26 giugno 1967.
Nel XX secolo, la Santa Sede ha istituito altri due titoli legati a Calcedonia, Calcedonia degli Armeni, titolo oggi soppresso, e Calcedonia dei Siri.

## Cronotassi degli arcivescovi titolari
- Enrico, O.Cist. † (prima del 1263 - 14 giugno 1293 deceduto)
- Giacomo † (menzionato nel 1297)
- Pietro † (prima del 1373 - ? deceduto)[2]
- Jean Gillet, O.F.M. † (20 maggio 1388 - ?)
- Paolo † (? - 18 luglio 1401 nominato vescovo di Patti)
- Giacomo, O.E.S.A. † (? - 1402 deceduto) [3]
- Alfonso di Santa Croce, O.F.M. † (7 aprile 1403 - ?)
- Pietro Mattei, O.E.S.A. † (13 agosto 1404 - ?)
- Bernardo di Monte Acuto, O.Carm. † (1º ottobre 1414 - ? deceduto)
- Gundisalvo (Gonzalo), O.F.M. † (31 agosto 1416 - ?)
- Zaccaria Palmieri da Pisa † (? - 1477)
- Edmondo Konnesburg † (3 luglio 1478 - ?)
- Pietro di Calvi, O.S.B. † (18 luglio 1485 - ?)
- François Chaillet, O.F.M. † (1506 - 1515 o 1525 deceduto)
- Damianus Jercinus † (13 agosto 1515 - ?)
- Pierre Lavisson, O.S.B. † (1º luglio 1517 - ?)
- Mathew Makarell, O.Praem. † (18 aprile 1524 - ?)
- Hughes de la Chapelle † (14 marzo 1535 - 24 luglio 1538 deceduto)[4]
- Jacques Aymer, O.S.A. † (6 settembre 1536 - ?)
- Pietro Simando, O.S.P.P.E. † (13 febbraio 1540 - ?)
- Augustin Gabel, C.R.S.A. † (18 dicembre 1538 - 30 agosto 1540 deceduto)[4]
- Martín Cuyper, O.Carm. † (20 novembre 1541 - 26 luglio 1572 deceduto)[4]
- André Richer, O.Cist. † (9 gennaio 1542 - ?)
- André Franquart † (6 gennaio 1577 - 1583 deceduto)[4]
- François Pétrart, O.F.M. † (4 marzo 1587 - 1º giugno 1592 deceduto)[4]
- Hugo Buisseret, O.Cist. † (9 maggio 1594 - ?)
- Sebastiano Rinaldi † (7 agosto 1598 - 1614 succeduto vescovo di Guardialfiera)
- Alphonse de La Croix de Chevrières † (3 marzo 1614 - maggio 1619 succeduto vescovo di Grenoble)
- Raymond de La Marthonie † (20 luglio 1615 - 7 ottobre 1618 succeduto vescovo di Limoges)
- Giovanni Francesco di Sales † (26 ottobre 1620 - 28 dicembre 1622 succeduto vescovo di Ginevra)
- William Bishop † (15 marzo 1623 - 13 aprile 1624 deceduto)[5]
- Richard Smith † (29 novembre 1624 - 18 marzo 1655 deceduto)[5]
- Marcello Durazzo † (4 maggio 1671 - 10 novembre 1687 nominato arcivescovo, titolo personale, di Carpentras)
- Giovanni Battista Spinelli † (28 novembre 1689 - 1690 dimesso)
- Carlo Montecatini † (10 luglio 1690 - 20 marzo 1699 deceduto)
- Carlo Gaetano Stampa † (6 dicembre 1717 - 6 maggio 1737 nominato arcivescovo di Milano)
- Giorgio Doria † (5 dicembre 1740 - 16 marzo 1744 nominato cardinale presbitero di San Lorenzo in Panisperna)
- Martino Innico Caracciolo † (2 dicembre 1743 - 6 agosto 1754 deceduto)
- Giovanni Ottavio Bufalini † (16 dicembre 1754 - 6 agosto 1766 nominato cardinale presbitero di Santa Maria degli Angeli)
- Michelangelo Giacomelli † (26 settembre 1766 - 17 aprile 1774 deceduto)
- Giovanni Andrea Archetti † (11 settembre 1775 - 27 giugno 1785 nominato cardinale presbitero di Sant'Eusebio)
- Paolo Francesco Giustinian, O.F.M.Cap. † (10 marzo 1788 - 17 febbraio 1789 deceduto)
- Carlo Zen † (29 aprile 1816 - 29 giugno 1825 deceduto)
- Luigi Frezza † (15 dicembre 1828 - 11 luglio 1836 nominato cardinale presbitero di Sant'Onofrio)
- Pierre-Dominique-Marcellin Bonamie, SS.CC. † (24 novembre 1837 - 8 luglio 1874 deceduto)
- Giovanni Simeoni † (5 marzo 1875 - 17 settembre 1875 nominato cardinale presbitero di San Pietro in Vincoli)
- Vincenzo Leone Sallua, O.P. † (12 marzo 1877 - 21 dicembre 1896 deceduto)
- Antonio Belli † (26 agosto 1897 - 21 gennaio 1904 deceduto)
- António Aires de Gouveia (Ayres de Gouvea) † (14 novembre 1904 - 23 dicembre 1916 deceduto)[6]
- Andrea Caron † (22 gennaio 1915 - 29 gennaio 1927 deceduto)
- Giovanni Battista della Pietra, S.I. † (3 marzo 1927 - 26 agosto 1940 deceduto)
- Jules-Victor-Marie Pichon † (1º settembre 1941 - 26 aprile 1950 deceduto)
- Guido Tonetti † (25 luglio 1950 - 16 febbraio 1957 nominato arcivescovo, titolo personale, di Cuneo)
- Angelo Dell'Acqua, O.SS.C.A. † (14 dicembre 1958 - 26 giugno 1967 nominato cardinale presbitero dei Santi Ambrogio e Carlo)